# Norbert Kerckhove
Norbert Kerckhove (Meulebeke, Flandes Occidental, 21 d'octubre de 1932 - Meulebeke, 4 de juliol de 2006) va ser un ciclista belga que fou professional entre 1955 i 1967.
Entre les seves victòries com a professional destaquen un Circuit Het Volk i un Gran Premi E3.

## Palmarès
- 1955
  - 1r a la Volta a Bèlgica amateur i vencedor de 2 etapes
- 1957
  - 1r al Circuit Het Volk
  - 1r al Circuit de les muntanyes del sud-oest
  - Vencedor d'una etapa del Tour de Picardia
- 1959
  - 1r al Gran Premi E3
  - 1r al Circuit de les regions frontereres Mouscron
  - 1r al Circuit de Flandes central
- 1960
  - 1r al Circuit de les regions frontereres Mouscron
  - Vencedor d'una etapa d'A través de Bèlgica
- 1962
  - 1r al Circuit de Houtland
  - 1r a la Fletxa d'Anvers
- 1963
  - 1r al Circuit Mandel-Lys-Escaut
  - 1r al Gran Premi Marcel Kint
- 1964
  - 1r al Gran Premi Jef Scherens
- 1965
  - Vencedor d'una etapa de la Volta als Països Baixos